# Alexander Kuoppala
 (janvier 2022).
Si vous disposez d'ouvrages ou d'articles de référence ou si vous connaissez des sites web de qualité traitant du thème abordé ici, merci de compléter l'article en donnant les références utiles à sa vérifiabilité et en les liant à la section « Notes et références ».
Alexander Kuoppala (né le 11 avril 1974 à Espoo en Finlande) est un musicien finlandais, guitariste de heavy metal.

## Biographie
Alexander Kuoppala a commencé à jouer de la guitare à 10 ans et a été guitariste de Children of Bodom de 1995 à 2003.Puis a quitté le groupe[réf. nécessaire].